# Babinska republiken

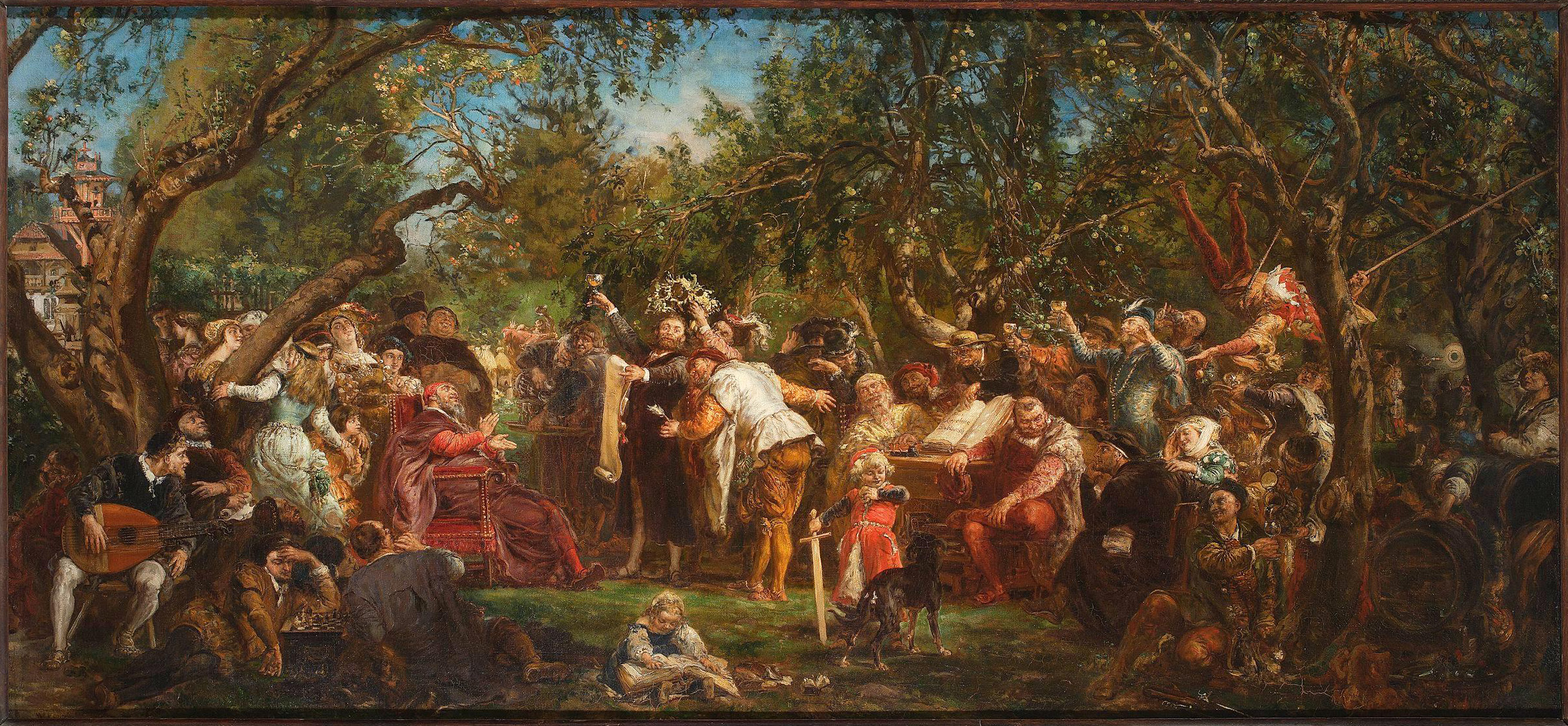
Babinska republiken av Jan Matejko

Babinska republiken var ett lustigt sällskap, som 1568 stiftades av en polsk adelsman, Pszonka, på hans gods Babin, nära Lublin.
Sällskapet utövade stort inflytande på sederna genom att tilldela den, som gjort sig ofördelaktigt bemärkt, ett diplom, i vilket han utnämndes till ett mot hans fel svarande ämbete inom Babinska republiken. Så kunde en processmakare utses till fredsdomare och en försnillare bli utnämnd till skattmästare. Sällskapet ägde bestånd till 1677 och räknade under sin glansperiod Polens främsta författare, såsom Jan Kochanowski, Mikołaj Rej och Bartosz Paprocki, bland sina medlemmar.
Svenskarna har beskyllts för att under de polska fälttågen ha förstört och bortrövat sällskapets handlingar. Emellertid har protokollen från 1600-talet återfunnits. I polskt folkspråk betyder uttrycket babinsk riddare "feg person" och nyhet från Babin "tidningsanka".